# Kaarlo Vähämäki
Karl Gustaf "Kaarlo" Vähämäki (født 30. maj 1892 i Helsinki, død 1. januar 1984) var en finsk gymnast, som deltog i OL 1912 i Stockholm.
Vähämäki var en del af det finske hold, der stillede op i frit system ved OL 1912. Holdet bestod af tyve gymnaster, og i en tæt konkurrence vandt Norge med 22,85 point, mens Vähämäki og Finland blev nummer to med 21,85 og Danmark nummer tre med 21,25 point.